# 693 v.Chr.
Het jaar 693 v.Chr. is een jaartal volgens de christelijke jaartelling.

## Gebeurtenissen

### Assyrië
- Koning Sanherib verslaat de Elamieten bij Nippur, de Assyriërs nemen Nergal-ušēzib gevangen.
- Sanherib plundert met een Assyrisch-Babylonische coalitie de stad Sippara aan de Eufraat.
- Koning Mušezib-Marduk (693 - 689 v.Chr.) bestijgt de troon van de vazalstaat Babylonië.

### Mesopotamië
- Koning Humban-Nimena heerser over het koninkrijk Elam.

### Griekenland
- Eryxias wordt benoemd tot archont van Athene.

## Overleden
- Khallushu, koning van Elam
- 14 oktober - Nergal-Ušezib, kortstondig koning van Babylonië